# Liste des woredas de la région Afar
Le présent article reprend la liste des woredas de la région Afar en Éthiopie.

## Les 29 woredas de la région Afar
Cette liste de woredas (districts éthiopiens) de la région Afar est élaborée grâce au rapport de la CSA (Central Statistical Agency).
- Abala
- Afambo
- Afdera
- Amibara
- Argobba (woreda spécial)
- Artuma
- Aura
- Awash Fentale
- Asayita
- Berahle
- Bure Mudaytu
- Chifra
- Dallol
- Dewe
- Dubti
- Dulecha
- Elidar
- Erebti
- Ewa
- Fursi (Hadele Ele)
- Gewane
- Gulina
- Koneba
- Megale
- Mille
- Simurobi Gele'alo
- Telalak
- Teru
- Yalo

## Sources et références
1. ↑  http://www.csa.gov.et/